# Viișoara (Cluj)
Viișoara [viiˈʃoara] (veraltet Agârbiciu; deutsch Erlenmarkt, ungarisch Aranyosegerbegy) ist eine Gemeinde im Kreis Cluj in der Region Siebenbürgen in Rumänien.

## Geographische Lage

Lage der Gemeinde Viișoara im Kreis Cluj

Die Gemeinde Viișoara besteht aus zwei Dörfer und liegt östlich des Flusses Arieș auf einer Fläche von etwa 6100 Hektar im Westen des Siebenbürgischen Beckens im Südosten des Kreises Cluj. Das Gemeindezentrum befindet sich am Fluss Arieș und an der Kreisstraße (Drum județean) DJ 150, welche von der Nationalstraße DN 15 in Câmpia Turzii (Jerischmarkt) abzweigt. Der Ort Viișoara liegt zwei Kilometer nordöstlich von der Stadt Câmpia Turzii; von der Kreishauptstadt Cluj-Napoca (Klausenburg) etwa 40 Kilometer südwestlich entfernt.

## Geschichte
Der Ort Viișoara wurde erstmals, nach unterschiedlichen Angaben, 1311 oder 1318 unter der Bezeichnung Egerhegy urkundlich erwähnt. Archäologische Grabungen, drei Kilometer nördlich von Viișoara auf dem Areal von den Einheimischen Dealului Bărbos (ung. Szakálashegy) genannt, deutet nach Angaben von J. Téglás auf eine Besiedlung der Region in die Römerzeit zurück. Weitere Funde aus dem gleichen Zeitraum wurden bei La Cărămidă (ung. Téglásfar) und am Fuße des Berges Dealul cu foc (ung. Égöfö) gemacht. Im eingemeindeten Dorf Urca (ung. Mezőörke) wurde nach Angaben von M. Roska ein archäologischer Fund aus der Spätbronzezeit gemacht.
Im Mittelalter war das heutige Viișoara von Magyaren besiedelt und gehörte zum Herrenhof im heutigen Dorf Luncani. Um 1600 wurde der Ort zerstört, 1617 siedelte der siebenbürgische Fürst Gabriel Bethlen hier 36 Hofreiter mit militärischen Freiheiten an. 1764 wurde der Ort vom Husarengrenzregiment einverleibt, 1850 wurde dessen Jahrmarktsrecht an die heutige Kleinstadt Luduș übergeben.
Im Königreich Ungarn gehörte die heutige Gemeinde dem Stuhlbezirk Torda in der Gespanschaft Torda-Aranyos, anschließend dem historischen Kreis Turda und ab 1950 dem heutigen Kreis Cluj an.

## Bevölkerung
Die Bevölkerung der Gemeinde entwickelte sich wie folgt:
| 1850 | 2.951 | 1.431 | 1.231 | 2 | 285              |
| 1930 | 4.673 | 2.644 | 1.716 | 6 | 307              |
| 1977 | 7.098 | 4.951 | 1.811 | - | 336              |
| 2002 | 5.852 | 3.858 | 1.417 | 1 | 576              |
| 2011 | 5.493 | 3.501 | 1.229 | - | 763 (Roma 486)   |
| 2021 | 5.668 | 3.505 | 931   | 2 | 1.230 (Roma 854) |

Seit 1850 wurde auf dem Gebiet der heutigen Gemeinde die höchste Einwohnerzahl 1977, gleichzeitig die der Rumänen ermittelt. Die höchste Bevölkerungszahl der Magyaren (1842) wurde 1966, die der Roma 2021 und die der Rumäniendeutsche (74) 1890 registriert.

## Sehenswürdigkeiten
- Die reformierte Kirche in Viișoara, errichtet im 18. Jahrhundert, steht unter Denkmalschutz.[8]

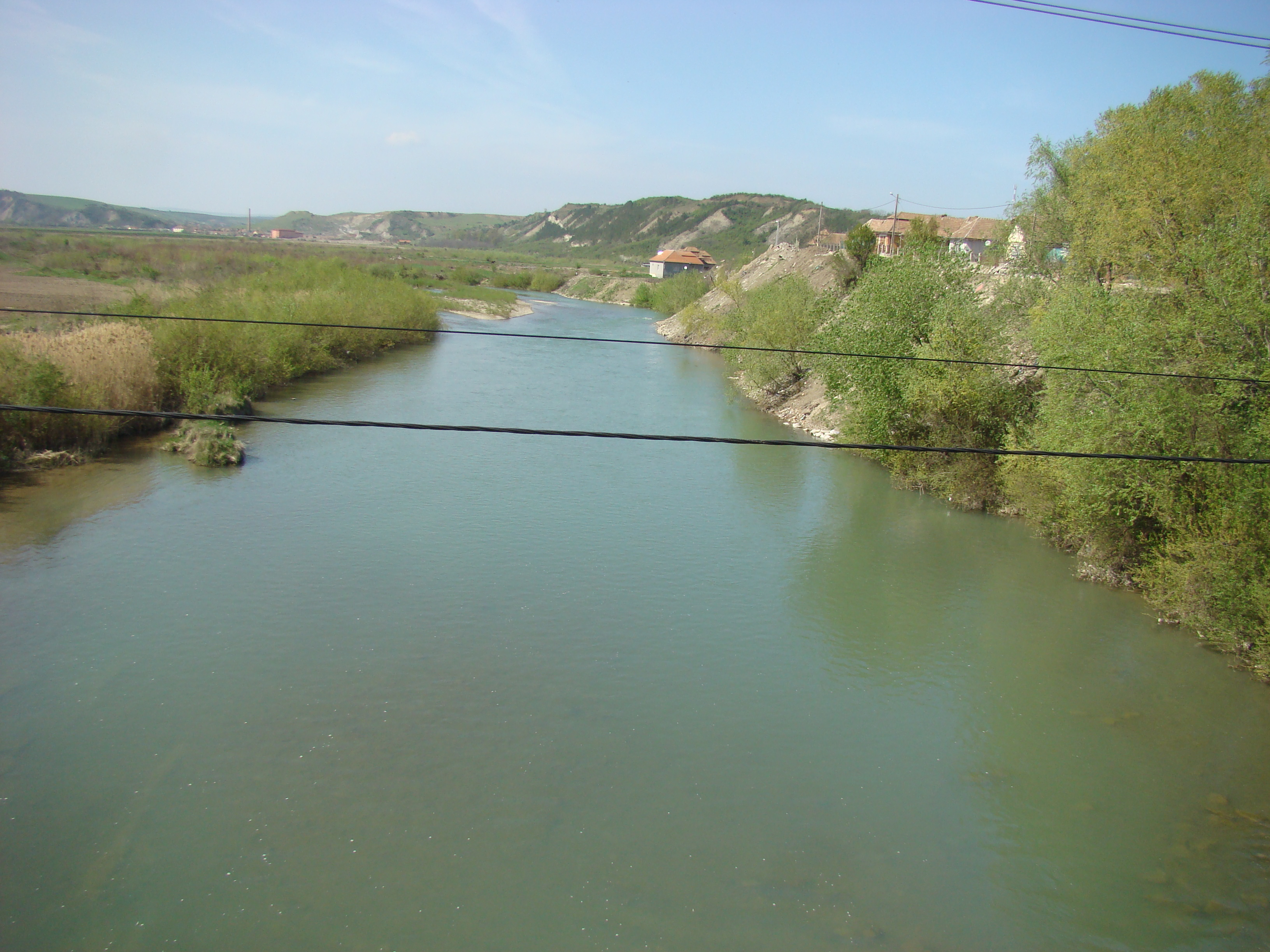
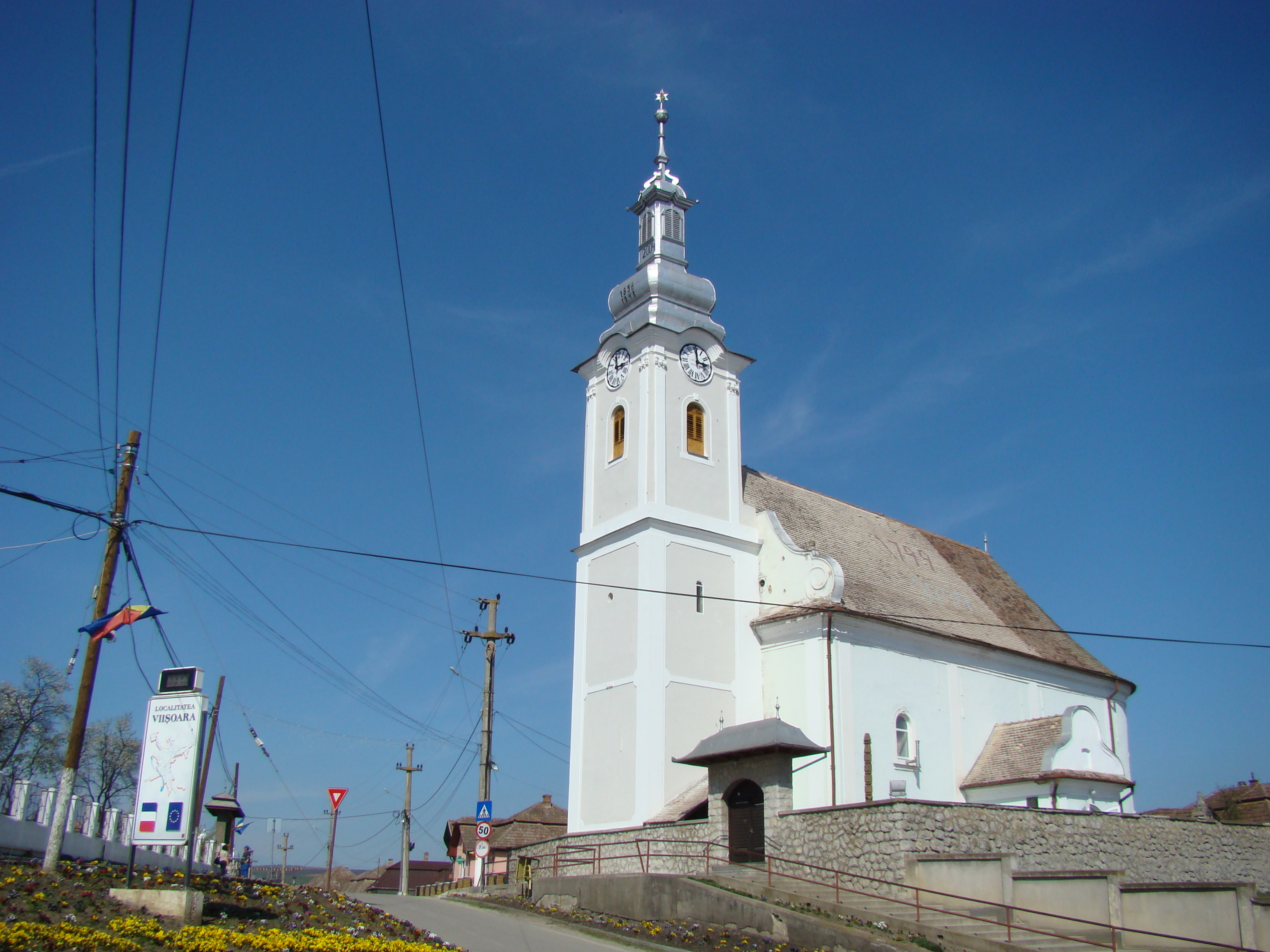
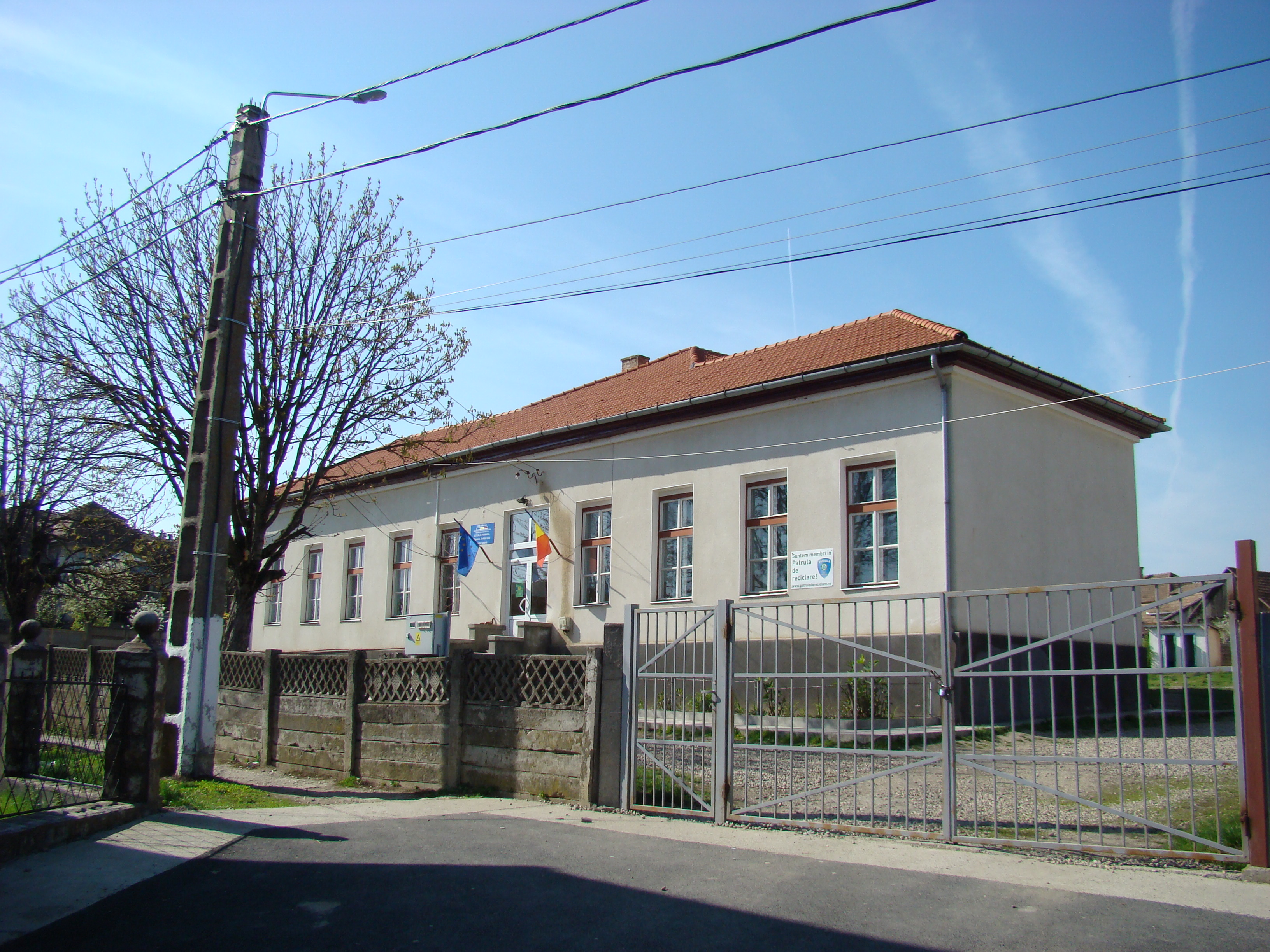